# Tour d'Allemagne 2002
Le Tour d'Allemagne 2002 est la 26e édition de cette course cycliste par étapes. Elle s'est déroulée du 3 au 9 juin. L'épreuve, disputée sur un parcours de 1 150,8 km entre Wiesbaden et Stuttgart, est remportée par l'Espagnol Igor González de Galdeano, de l'équipe Once-Eroski.

## Les étapes
| Étape     | Date   | Villes étapes                         | Distance (km) | Vainqueur d'étape | Leader du classement général |
| 1re étape | 3 juin | Wiesbaden - Tauberbischofsheim        | 198,6         | Erik Zabel        | Erik Zabel                   |
| 2e étape  | 4 juin | Tauberbischofsheim - Pforzheim        | 186,6         | Erik Zabel        | Erik Zabel                   |
| 3e étape  | 5 juin | Bühlertal - Schonach                  | 192,5         | Aitor Garmendia   | Aitor Garmendia              |
| 4e étape  | 6 juin | Villingen-Schwenningen - Bad Dürrheim | 37,6 (clm)    | Michael Rich      | Igor González de Galdeano    |
| 5e étape  | 7 juin | Bad Dürrheim - Friedrichshafen        | 172,3         | Erik Zabel        | Igor González de Galdeano    |
| 6e étape  | 8 juin | Friedrichshafen - Oberstdorf          | 191           | Stéphane Augé     | Igor González de Galdeano    |
| 7e étape  | 9 juin | Biberach - Stuttgart                  | 172,2         | Erik Zabel        | Igor González de Galdeano    |

## Équipes participantes
Dix-neuf équipes participent au Tour d'Allemagne.
| - Alessio - Big Mat-Auber 93 - Team Coast - Telekom - Domo-Farm Frites |  | - Jean Delatour - Gerolsteiner - Mapei - Bonjour - Rabobank |  | - Saeco-Longoni - Crédit agricole - Fassa Bortolo - Tacconi - Team Cologne |  | - Once - Phonak - Team Nürnberger - Wiesenhof |

## Classements

### Classement général
|     | Cycliste                  | Équipe           | Temps               |
| --- | ------------------------- | ---------------- | ------------------- |
| 1er | Igor González de Galdeano | Once-Eroski      | en 28 h 55 min 36 s |
| 2e  | Aitor Garmendia           | Team Coast       | + 17 s              |
| 3e  | Tobias Steinhauser        | Gerolsteiner     | + 37 s              |
| 4e  | Jens Voigt                | Crédit agricole  | + 41 s              |
| 5e  | Alex Zülle                | Team Coast       | + 42 s              |
| 6e  | Jörg Jaksche              | Once-Eroski      | + 1 min 0 s         |
| 7e  | Isidro Nozal              | Once-Eroski      | + 1 min 25 s        |
| 8e  | David Plaza               | Team Coast       | + 1 min 33 s        |
| 9e  | Uwe Peschel               | Gerolsteiner     | + 1 min 35 s        |
| 10e | Eddy Ratti                | Mapei-Quick Step | + 2 min 8 s         |

### Classements annexes
| Pos | Coureur            | Pays      | Équipe              | Pts |
| --- | ------------------ | --------- | ------------------- | --- |
| 1   | Erik Zabel         | Allemagne | Telekom             | 124 |
| 2   | Stuart O'Grady     | Australie | Crédit agricole     | 80  |
| 3   | Salvatore Commesso | Italie    | Saeco-Longoni Sport | 39  |

| Pos | Coureur            | Pays   | Équipe          | Pts |
| --- | ------------------ | ------ | --------------- | --- |
| 1   | Gianluca Bortolami | Italie | Tacconi Sport   | 25  |
| 2   | Pierrick Fédrigo   | France | Crédit Agricole | 18  |
| 3   | Jimmy Engoulvent   | France | Bonjour         | 18  |

#### Classement par équipes
| Pos | Pays         | Équipe    | Temps            |
| --- | ------------ | --------- | ---------------- |
|     | Gerolsteiner | Allemagne | 74 h 30 min 14 s |
| 2   | Once-Eroski  | Espagne   | + 37 s           |
| 3   | Team Coast   | Allemagne | + 47 s           |